# Cserni Béla (régész)
Cserni Béla (Nagyszeben, 1842. augusztus 12. – Gyulafehérvár, 1916. április 16.) régész, botanikus, tanár, az erdélyi városi régészet atyja, a gyulafehérvári múzeum létrehozója és első igazgatója. Nevéhez kötődik Apulum római városának részletes feltárása és számos jelentős régészeti ásatás, így Dacia provincia római kormányzói palotájának ásatása is.

## Életútja
Cseh apától és szász anyától született 1842. augusztus 12-én Nagyszebenben. Hamar árvaságra jutott. 1859 és 1861 között a nagyszebeni Theresianumban tanul, főleg német nyelven. 1861 júniusában némettanári diplomát szerez, majd Haynald Lajos gyulafehérvári püspök engedélyével Erdély fővárosába, Gyulafehérvárra került némettanítóként. 1864-ben feleségül vette Kerekes Amáliát. Nem sokkal ezt követően megszületett első gyermekük, Ifj. Cserni Béla (1864–1930). Neve szorosan összefonódik a gyulafehérvári katolikus iskolával, ahol évtizedeken át tanított. 1867–68-ban élénk érdeklődéssel figyelte a gyulafehérvári vasút építését, amely miatt a Marosportus alatt nyugvó római emlékek egy jelentős része elpusztult. Ez vezette a tanítás és a botanika szeretete mellett az ókor és régészet iránti érdeklődés felé. Az 1860-as évek végétől számos helyi és erdélyi német, majd magyar lapba írt ismeretterjesztő cikkeket. 1876-ban első felesége, négy gyermekének édesanyja, Kerekes Amália elhunyt. Alig egy évre rá, püspöki engedéllyel, Cserni feleségül vette a bajorországi Lux Theresiát. 1882-ben befejezi doktori tanulmányait a kolozsvári Ferenc József Királyi Tudományegyetemen, ahol a botanika doktora lett. 1886. szeptember 22-én részt vett Gyulafehérváron az Alsó-Fehér Vármegyei Történelmi és Régészeti Társulat megalapításán és az első múzeum létrehozásában. A kezdetben Reiner Zsigmond lakásán kialakított múzeum 1888. április 12-én átköltözött az egykori bölcsőde épületébe. 1889. december 29-én Cserni elkezdte régészeti ásatásait az Alsóváros területén fekvő római kormányzói palota területén, igaz az épület funkcióját nem tudta azonosítani. 
Régészeti ásatása az alsóvárosi földeken (mintegy 12 000 négyzetméter) európai hírnevet szerzett neki mint régésznek, aki számos nemzetközi hírű epigráfussal és régésszel tartotta a kapcsolatot. 1903-ban hosszú egyezkedést követően sikerült elérnie, hogy a Batthyaneum régészeti anyagának jelentős részét átszállítsák az általa vezetett régészeti múzeumba. 1911-ben volt ő az első, aki mentőásatásokat végzett a Marosportus területén, ahol számos római kori házat tárt fel. Gyenge egészségi állapota ellenére, utolsó éveiben is az új, immár harmadik múzeumi helyszín kifestésén és szebbé tételén dolgozott. 1916. április 16-án hunyt el, temetésén részt vettek a város vezetői és az erdélyi értelmiségi körök képviselői is.

## Munkássága
Bár némettanárként és természettudósként tevékenykedett az 1860-as években, az 1867-es gyulafehérvári vasút építésekor elpusztult római emlékek végérvényesen a régészet és az ókor iránt kötelezték el. Az Alsó-Fehér Vármegyei Történelmi és Régészeti Társulat tagjaként és a múzeum első igazgatójaként autodidakta módon sajátította el Dacia történetét, az epigráfia alapjait és az ókori Róma régészeti örökségének ismeretét. Számos németországi, olaszországi és magyarországi múzeumot látogatott, hogy régészeti alapismereteit gyarapítsa. Aktív levelezésben állott a kor nagy epigráfusaival és régészeivel, így Theodor Mommsennel, Alfred von Domaszewskival, Franz Cumont-nal, Hampel Józseffel, Kuzsinszky Bálinttal és Jósa Andrással is. Nevéhez fűződik többek között a gyulafehérvári múzeum megalakítása és bővítése, a magyaróvári, nagyváradi, zsámbéki és nyíregyházi múzeum újraszervezése, valamint az ókori Apulum szisztematikus feltárása is. 1889 és 1916 között feltárta a Római Birodalom egyik legnagyobb kormányzói palotáját – bár haláláig sem sikerült az épület funkcióját megállapítania. Ő volt az első, aki városi mentőásatásokat végzett Erdélyben, 1911-15 között a Marosportus területén. Az általa közölt Apulum térképeket még fél évszázaddal halála után is használják. 1901-ben irt munkája Gyulafehérvár és környékének római forrásairól máig alapvető munkának számít. Ő volt ugyanakkor Gyulafehérvár első városi fotográfusa is, ásatásait is rendszeresen dokumentálta fotókkal. 1916 és 1990 között mind a román, mind a magyar történetírás elfeledte, sírja eltűnt, emlékét sem utca, sem szobor nem őrzi. 1990 után fokozatosan került az érdeklődés középpontjába, 2016-ban halálának századik évfordulóján nemzetközi régészettörténeti konferenciát szerveztek.

## Munkái
- Német irálytan vezérfonala középtanodák számára. Első rész. A prózai irálytan. Pest, 1873
- Eszmék a föld felületének változásairól. Gyulafehérvár, 1881 (Bölcselettudori értekezés)
- A parthenogenesis és metagenesis a növényországban. Budapest, 1887
- Gyulafehérvár környékének faunája. ATÉ II 1889, 65-78.
- Gyulafehérvár környékének flórája. ATÉ II 1889,3-112.
- Apulumi Maradványok I-XIV, 1889-1908
- Alsó-Fehér Vármegye története a római korban. Nagyenyed, 1901
- Jelentés a Colonia Apulensis területén végzett ásatásokról. Múzeumi és Könyvtári Értesitő 2-3, 1912, 106-114.
- Jelentés a Colonia Apulensis területén végzett ásatásokról. Múzeumi és Könyvtári Értesitő 4, 1912, 257-283.

Szerkesztette a Közművelődés c. katolikus irodalmi társulat közlönyét 1878. okt. 5-től Gyulafehérvárott többekkel együtt, mely lapban számos cikke, humoreszkje stb. jelent meg neve vagy monogram alatt.